# Juan Gregorio de las Heras
Juan Gualberto Gregorio de Las Heras (Buenos Aires, Virreinato del Río de la Plata; 11 de julho de 1780 - Santiago do Chile; 6 de fevereiro de 1866), militar argentino, integrou o Exército dos Andes que participou das guerras de independência do Chile e do Peru dos monarquistas espanhóis e foi governador da Província de Buenos Aires. Mais tarde, ele liderou grupos de oposição ao governador Juan Manuel de Rosas. em seu exílio no Chile.

## Juventude
O sobrenome original de sua família era Gregorio de Las Heras, mas posteriormente seu segundo sobrenome permaneceu como único. Ele foi um comerciante em sua juventude.
Lutou contra as invasões inglesas na Companhia de Comércio, passando mais tarde como sargento do Esquadrão de Húsares de Pueyrredón.

## Primeira campanha no Chile
Na eclosão da Revolução de Maio ele estava em Córdoba, onde se juntou ao Batalhão de Patricios de Córdoba de 400 homens. O 24 de outubro de 1810 obteve o cargo de sargento-mor do corpo. Em 27 de outubro de 1812 foi nomeado comandante da guarnição de Córdoba. Parte desse batalhão foi enviada ao Chile em 1813 como parte do Batalhão Auxiliar Argentino, sob o comando do Coronel Santiago Carreras e depois de Marcos Balcarce.
Las Heras era seu segundo chefe e ocupava o comando quando Balcarce foi nomeado intendente governador de Cuyo. Ele participou do Cerco de Chillán, onde venceu a Batalha de Cucha Cucha em fevereiro de 1814, e no mês seguinte na Batalha de Membrillar, sob o comando do General Juan Mackenna. Ele travou outras batalhas menores e foi promovido a tenente-coronel.
Ele esteve envolvido em dissensões internas entre os partidos chilenos, o que o fez retornar a Mendoza; mas o novo governador de Cuyo, José de San Martín, o convenceu a voltar. Ele chegou logo após o desastre de Rancagua, em outubro de 1814, a tempo de proteger a retirada das forças sobreviventes. Entre eles estavam os generais Bernardo O'Higgins e José Miguel Carrera.

## A campanha de San Martín ao Chile
Para expulsar os monarquistas espanhóis da América, San Martín começou a organizar seu Plano Continental e, para isso, criou o Exército dos Andes e encarregou o Coronel Las Heras de formar um corpo de infantaria. Pouco antes de iniciar a travessia da Cordilheira dos Andes, foi promovido a brigadeiro e comandou a coluna mais importante, que cruzou o passo Uspallata, no norte de Mendoza, enquanto San Martín cruzou o sul de San Juan.

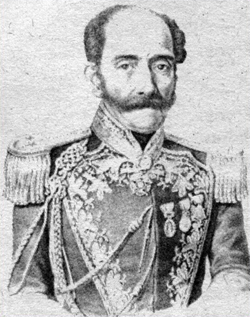
Juan Gregorio de las Heras

Quando a coluna comandada pelo brigadeiro Las Heras deixou o acampamento El Plumerillo, pessoa saiu à rua para oferecer cobertores e ponchos para os soldados aquecerem. Seu segundo chefe, Enrique Martínez e seu tenente José Antonio Alemparte Vial, venceram algumas pequenas batalhas, como as de Picheuta, Achupallas e Guardia Vieja, e juntos ocuparam a cidade de Santa Rosa de Los Andes, hoje Los Andes.
Em 12 de fevereiro de 1817, sua participação na Batalha de Chacabuco foi fundamental para garantir a vitória. Ele dirigiu a primeira campanha ao sul do Chile, derrotando o general José Ordóñez em Curapaligüe e Gavilán, ao norte de Concepción.
Posteriormente ficou sob o comando de O'Higgins que organizou, em dezembro, o Cerco a Talcahuano. Mas O'Higgins ignorou as ideias de Las Heras e seguiu as do general Miguel Brayer - general dos exércitos de Napoleão Bonaparte - e, apesar do heroísmo de Las Heras, que perdeu metade de seus homens, o ataque foi um desastre.
Pouco depois, chegaram reforços do Vice-Reino do Peru para os monarquistas, então San Martín ordenou a retirada e assumiu o comando do exército. Uma imprudência custou a derrota na Surpresa de Cancha Rayada, onde a decisão de Las Heras salvou a metade do exército. Com esses homens e mais alguns, e apenas duas semanas depois, San Martín obteve a vitória final na batalha de Maipú, onde Las Heras completou a vitória derrotando o general Ordóñez e permaneceu no Chile, onde se casaria.

## Campanha para o Peru
Colaborou com San Martín na formação da Expedição Libertadora do Peru como chefe do Estado-Maior. Quando a expedição desembarcou na baía de Paracas, em setembro de 1820, Las Heras estava encarregado de tomar a cidade vizinha de Pisco, a primeira base militar do Peru.
Do acampamento Huaura, ele fez várias expedições curtas aos arredores de Lima. Após a queda de Lima, capital do vice-reinado nas mãos dos patriotas, dirigiu o cerco ao porto e à fortaleza de Callao, que demorou quarenta dias a ser capturado.
Manteve o comandante-em-chefe do exército peruano e foi promovido ao posto de marechal, mas se chocou com San Martín devido à inatividade do exército, à inclinação aristocrática do governo peruano e às intrigas do ministro Bernardo de Monteagudo. Ele voltou ao Chile, mas foi muito mal recebido por O'Higgins, então voltou para Buenos Aires.

## Governo em Buenos Aires
O ministro Bernardino Rivadavia o enviou em missão diplomática ao Alto Peru, para negociar com os últimos monarquistas, mas fracassou por sua intransigência. Em sua viagem de volta, foi eleito governador da província de Buenos Aires, cargo que assumiu em maio de 1824. Ele deu continuidade ao impulso progressista de seu antecessor Martín Rodríguez e assinou um tratado com a Inglaterra, que incluía o reconhecimento da independência argentina.
A princípio ele se opôs à guerra com o Império do Brasil, que ainda ocupava a Banda Oriental. No entanto, pouco depois de inaugurar o Congresso de 1824, ele recebeu a notícia da vitória dos Trinta e Três Orientais e teve que declarar guerra. Mas seu ministro da Fazenda, Manuel José García, negou-lhe sistematicamente fundos, então não houve progresso por mais de um ano.
A guerra obrigou o Congresso a nacionalizar o governo de Buenos Aires e, em fevereiro de 1826, Rivadavia assumiu a presidência. Ele nacionalizou quase toda a província de Buenos Aires e Las Heras renunciou a um cargo que pouco significava.

## Últimos anos

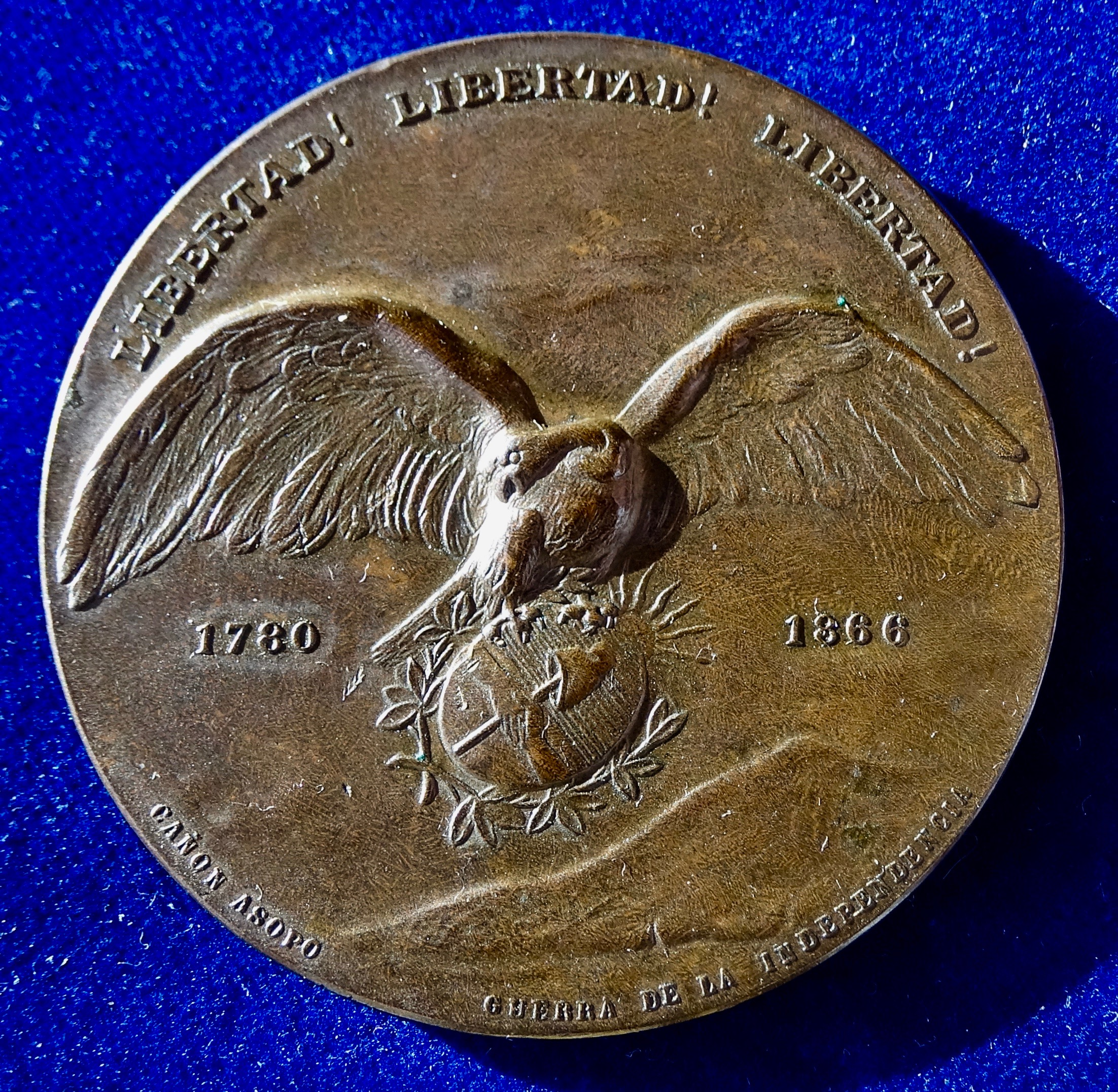
Medalha Art Nouveau Argentina 1906 de Victor de Pol, Repatriação do Herói Nacional Las Heras. Medalhão de bronze, d. = 57mm. Las Heras, Juan Gualberto Gregorio de, Grande Marechal, 1780 Buenos Aires - 1866 Santiago do Chile. "1780" e "1866" divididos por um Condor voador segurando o brasão argentino. Ao redor: "LIBERTAD! LIBERDADE! LIBERDADE! GUERRA DE INDEPENDÊNCIA DE CANHÕES DE ASOPO"/ 10 linhas sob sol radiante: "GENERAL JUAN GREGORIO DE LAS HERAS O GOVERNO DA NAÇÃO ARGENTINA NA REPATRIAÇÃO DE SEUS RESTOS 20 DE OUTUBRO DE 1906." Medalhista: V. (Victor de) Pol, escultor de importantes monumentos argentinos, 1865 Veneza, Itália - 1925 Buenos Aires. Condição: EXTREMELY FINE+.

Retornou ao Chile, onde serviu como chefe do Estado-Maior e inspetor geral do exército até 1830. Embora não fosse exilado, cercou-se de todos os tipos de exilados argentinos no Chile; Entre eles eram cada vez mais numerosos os inimigos de Juan Facundo Quiroga e Juan Manuel de Rosas, que aos poucos assumiram o governo geral da Argentina e provocaram o exílio de todos os adversários.
Obteve a proteção do governo chileno daqueles exilados, entre eles os futuros presidentes Bartolomé Mitre e Domingo Faustino Sarmiento, e presidiu a comissão de emigrantes argentina. Na verdade, ele só cedeu sua casa para reuniões. Após a queda de Rosas em 1852, ele ocupou alguns cargos honorários no exército chileno; ele comandava o general de armas em 1865, quando se aposentou definitivamente.
Las Heras morreu em Santiago do Chile em 6 de Janeiro de, 1866.
Suas cinzas foram encontradas na Catedral Metropolitana de Buenos Aires ao lado do Mausoléu do General José de San Martín.

## Casamento e descendência
Enquanto permanecia na nova República do Chile, após a vitória definitiva na batalha de Maipú, Juan Gregorio de Las Heras casou-se na cidade de Santiago em março de 1820 com María del Carmen Larraín, uma jovem da aristocracia local. Eles tiveram pelo menos cinco filhos:
- Juan Martín Gregorio de Las Heras Larraín (n. Santiago do Chile, 14 de junho de 1821);
- Bernardo Gregorio de las Heras Larraín (n. Ib., 9 de dezembro de 1825);
- Emilio del Carmen Gregorio de las Heras Larraín (n. Ib., 3 de julho de 1829);
- Simón Gregorio de Las Heras Larraín (n. Ib., 28 de outubro de 1831);
- Carmen Gregorio de las Heras Larraín (n. Ib., 1º de março de 1839).